# Коэффициент использования установленной мощности
Коэффицие́нт испо́льзования устано́вленной мо́щности (КИУМ) — важнейшая характеристика эффективности работы предприятий электроэнергетики. Она равна отношению среднеарифметической мощности к установленной мощности электроустановки за определённый интервал времени. 
В ядерной энергетике дают немного другое определение: КИУМ равен отношению фактической энерговыработки реакторной установки за определённый период эксплуатации к теоретической энерговыработке при работе без остановок на номинальной мощности. 

Нетрудно заметить, что значение КИУМа при обоих способах подсчёта будет одинаковым, однако последнее определение, во-первых соответствует международному понятию КИУМа (за исключением словосочетания реакторная установка, которое в общем-то можно заменить на электроустановка, определение при этом останется правильным и будет полностью соответствовать международному значению), а во-вторых предполагает более простой подсчёт его значения.
Важность КИУМа заключается в том, что этот параметр характеризует эффективность электростанции в целом, включая не только её технологическое совершенство, но и квалифицированность персонала, организацию работы как руководством самой станции, так и организацию всей отрасли на государственном уровне, а также учитывает многие другие факторы.
В большинстве стран ведётся упорная борьба за высокий КИУМ электростанций, что особенно важно в свете последних мировых тенденций по увеличению энергоэффективности и энергосбережения. Особую роль эта характеристика играет в ядерной энергетике, что связано с некоторыми специфическими особенностями обеспечения высокого КИУМа в этой сфере. По этой причине в СМИ наиболее распространено упоминание этого параметра при освещении показателей работы АЭС.

## Пример простого расчёта
Предположим, что абстрактная электростанция с электрической мощностью 1000 МВт выработала за 30-дневный месяц 648 000 МВт-часов. В случае, если станция проработала бы этот месяц с полной установленной мощностью, она бы выработала за этот период времени: 1000 МВт × 30 дней × 24 часа = 720 000 МВт-часов. Делим величину выработанной электроэнергии на  значение  потенциальной выработки с полной загрузкой установленной мощности за этот период и получаем 0,9. Следовательно, КИУМ в этом случае составит 90 %.
Следует отметить, что КИУМ строго зависит от периода времени, за который он подсчитывается, поэтому сообщение о значении КИУМа в какую-то определённую дату не имеет смысла, этот параметр рассчитывается обычно за долгий период, чаще всего за год.

## Факторы, влияющие на КИУМ
Несмотря на кажущуюся простоту достижения высокого значения КИУМа (достаточно работать на полную мощность и без простоев), этот параметр зависит от множества непростых и сложнопрогнозируемых технических и административных факторов.
Как правило, диспетчерские центры региональных электросетей размещают на электростанциях заявки на ту или иную мощность выработки на каждый час или даже меньшие периоды времени, основываясь на прогнозе потребления. При заметном отклонении фактической выработки и фактического потребления в электросети наблюдается снижение или, что ещё хуже, повышение напряжения и частоты переменного тока, снижение КПД и ресурса энергосистемы в целом. Поэтому за неточное выполнение диспетчерских заявок в любую сторону электростанции штрафуются. Обычно в течение суток потребляемая мощность изменяется в 3-5 раз, с утренним и вечерним пиками, дневным полупиком и ночным спадом, поэтому высокий КИУМ всей энергосистемы невозможен в принципе. По технической способности динамически изменять мощность различным видам электростанций присваивается различная манёвренность. Наименее манёвренными считаются АЭС, из-за потенциальной опасности аварий при смене физических режимов работы реактора, а также теплоэлектростанции на твёрдом топливе, из-за невозможности быстро потушить или разжечь уголь. Тепловые электростанции на жидком топливе и газе более манёвренны, однако КПД их турбин значительно падает при неполной нагрузке. Проще всего маневрировать выработкой ГЭС и ГАЭС, но, за исключением отдельных регионов вроде Сибири, общая выработка гидростанций в энергобалансе не позволяет обойтись только ими. 
Для большинства станций возобновляемой энергетики (гидро-, ветро- и солнечной) дополнительным ограничением КИУМ становится неравномерность наличия энергоисточника — необходимых объемов воды, ветра, солнечного освещения.

## Фактические КИУМ
По данным US Energy Information Administration (EIA), на 2009 год средние КИУМ по США составляли:
- Атомная энергетика: 90,3 %
- Уголь: 63.8 %
- Тепловые электростанции на природном газе: 42,5 %
- Тепловые электростанции на нефти: 7,8 %
- Гидроэлектростанции: 39,8 %
- Другие возобновляемые источники: 33,9 %

Среди них:
- Ветрогенераторы: 20-40 %.[5][6]
- Фотовольтаика (солнечная энергетика) в Массачусетсе: 13-15 %.[7]
- Фотовольтаика в Аризоне: 19 %.[8][9]
- тепловые солнечные станции в Калифорнии 33 %.[10]

В других странах
- Тепловые солнечные станции с хранением и сжиганием природного газа (в Испании): 63 %[11]
- Гидроэнергетика, среднее по миру: 44 %,[12]
- Атомная энергетика: 70 % (среднее за 1971—2009 в США).[13]
- Атомная энергетика: 88,7 % (среднее за 2006—2012 в США).[14]

КИУМ электростанций ЕЭС России в 2020 году:
- ТЭС - 41,34%
- ГЭС - 47,33%
- АЭС - 81,47%
- ВЭС - 27,47%
- СЭС - 15,08%